# Eurrhyparodes multilinea
Eurrhyparodes multilinea là một loài bướm đêm trong họ Crambidae.